# Owadów (województwo łódzkie)
Owadów – wieś w Polsce położona w województwie łódzkim, w powiecie opoczyńskim, w gminie Sławno.
| SIMC    | Nazwa     | Rodzaj    |
| ------- | --------- | --------- |
| 0551964 | Brzezinki | część wsi |

W latach 1975–1998 miejscowość położona była w województwie piotrkowskim.
Pierwsza wzmianka o wsi pochodzi z 1333 r. Miejscowość notowano jako Owadow. W 1520 r. pojawiła się forma Hovadow. Z czasem ukształtowała się obowiązująca do dziś forma Owadów. Według regestru poborowego z 1508 r. Owadów należał do Jana Jankowskiego i Marcina Białobrzeskiego właścicieli folwarku Janków. W kolejnych latach Owadów miał trzech właścicieli m.in. Jana Owadowskiego (który przyjął nazwisko od tychże włości). Z danych demograficznych z 1827 r. wynika, że miejscowość liczyła wtedy 11 domów i 76 mieszkańców. Folwark Owadów wchodził w tych latach w skład dóbr Janków. W 1885 r. w Owadowie było 16 domów, w których mieszkało 128 osób. Owadów był podzielony wtedy na wieś i folwark. Było tam wówczas 250 mórg folwarcznych i 65 mórg włościańskich. 
Na terenie wsi znajduje się kapliczka ufundowana przez mieszkańców w 1938 r. W 2012 r. została gruntownie odnowiona staraniem lokalnej społeczności.   
Owadów od początku swojego istnienia należał do parafii Sławno.
Wierni Kościoła rzymskokatolickiego należą do parafii św. Geroncjusza i Wniebowzięcia NMP w Sławnie.

## Geopark
23 czerwca 2019 r. otwarty został Geopark Owadów-Brzezinki z prezentacją o odkrytych w pobliskim kamieniołomie w 2017 r. skamieniałości sprzed 148 mln lat, którego dokonali polscy naukowcy z Instytutu Paleobiologii im. Romana Kozłowskiego PAN w Warszawie.